# Aleksandr Bekzadian
Aleksandr Artiemjewicz (Arutiunowicz) Bekzadian (ros. Александр Артемьевич (Арутюнович) Бекзадян, orm. Ալեքսանդր Հարությունի Բեկզադյան, ur. 1879 w Şuşy, zm. 15 sierpnia 1938) – ormiański rewolucjonista, radziecki dyplomata.

## Życiorys
Studiował w Kijowskim Instytucie Politechnicznym (nie ukończył), od 1903 członek SDPRR, 1906 aresztowany, zbiegł i wyemigrował, 1911 ukończył studia na Uniwersytecie w Zurychu. W 1914 wrócił do Rosji, 1919-1920 członek Zakaukaskiego Krajowego Komitetu RKP(b), od 29 listopada 1920 do maja 1921 zastępca przewodniczącego Armeńskiego Komitetu Rewolucyjnego i ludowy komisarz spraw wewnętrznych Armenii, 1922-1926 pracownik Przedstawicielstwa Handlowego ZSRR w Niemczech. Od 1926 do października 1930 ludowy komisarz handlu i zastępca przewodniczącego Rady Komisarzy Ludowych ZFSRR, od 30 października 1930 do 17 listopada 1934 ambasador ZSRR w Norwegii, od 17 listopada 1934 do 20 listopada 1937 ambasador ZSRR na Węgrzech.
Po odwołaniu i powrocie do ZSRR aresztowany wraz z innymi pracownikami ambasady ZSRR na Węgrzech, 1 sierpnia 1938 skazany na śmierć przez Wojskowe Kolegium Sądu Najwyższego ZSRR „za przynależność do kontrrewolucyjnej organizacji terrorystycznej”, następnie rozstrzelany. 11 lutego 1956 pośmiertnie zrehabilitowany.